# Dämpekulla naturreservat
Dämpekulla naturreservat är ett naturreservat i Ydre kommun i Östergötlands län.
Området är naturskyddat sedan 2020 och är 33 hektar stort. Reservatet ligger öster om Asby och består av skog, bäckar och hagmark. 